# Frank Turner (baloncestista)
Frank Rahim Turner, (nacido el 25 de marzo de 1988 en Atlantic City, New Jersey) es un jugador de baloncesto estadounidense. Con 1.78 de estatura, su puesto natural en la cancha es el de base.

## Trayectoria
Se formó en Canisius Golden Griffins, donde estuvo desde 2006 hasta 2010, siendo uno de los mejores jugadores del equipo. Más tarde, se convertiría en un trotamundos del baloncesto europeo, llegando a jugar en Holanda, Polonia, Francia, Bélgica, Rumanía y Bulgaria.
En 2017 firma con el Crailsheim Merlins alemán con el que ascendería en la temporada 2017-18, de Pro A a Basketball Bundesliga. En la temporada 2018-2019 juega en Basketball Bundesliga realizando unos grandes promedios de anotación y siendo uno de los jugadores más destacados.
[actualizar]